# ミノルタ16
ミノルタ16（英: Minolta-16）は、コニカミノルタの前身企業の一つである千代田光学精工、後のミノルタカメラが製造販売した、16mmフィルムを用いた極小型フィルム・カメラ製品群及びその専用フィルム・カートリッジの総称である。

## 概説
千代田光学精工は、甲南カメラ研究所から同所が開発したミカオートマットの量産を依頼され、ミカオートマットに改良を施しコーナン16オートマットとして1950年に発売した。コーナン16オートマットについては、製造元を千代田光学精工、発売元を甲南カメラ研究所とする資料がある。1957年には、コーナン16オートマットを全面改良したミノルタ16を発売した。その際、フィルム装填をマガジン式から互換性のないカートリッジ式に改めた。以後、このフィルム・カートリッジを活用した製品群が発売され、独自のカメラ・システムとして発展した。しかし、110フィルムの登場などで次第に衰退し、1972年発売のミノルタ16QTを最後に開発を終了した。
- コーナン16 オートマット – 日本では、1950年3月に発売され、価格は5,900円からだった[5]。左側面を引き出すとシャッターが現れ、同時にフィルムを1コマ分巻き上げ、シャッターの押下が可能となる。レンズは25mm・F3.5。単焦点。シャッターはT、B、1/25秒、1/50秒、1/100秒及び1/200秒の6速[6]。外寸は72✕23✕46mmで、重量は280g。
- ミノルタ16 – コーナン16 オートマットの全面改良機。日本では、1957年4月に発売され、価格は6,500円だった[7][8]。フィルム装填を、マガジン式からカートリッジ式に変更した。レンズは25mm・F3.5。単焦点。シャッター速度は1/25秒、1/50秒及び1/200秒の3速。外寸は79✕24✕42mmで、重量は軽量化され150gとなった。
- ミノルタ16 P – 日本では、1960年9月に発売され、価格は3,900円だった[9][10]。レンズは25mm・F3.5。シャッタースピードを1/100秒単速とし、天気マークによる絞り目安表示で適正露出を得られる普及機[11]。シンクロ接点を備える[12]。外寸は103✕27✕42mmで、重量は120g。
- ミノルタ16 II – ミノルタ16の改良機。日本では、1960年11月に発売され、価格は6,900円だった[9]。レンズは22mm・F2.8、シャッター速度はB、1/30秒、1/60秒、1/125秒、1/250秒及び1/500秒の6速となり、シンクロ接点が設けられた[13]。外寸及び重量に変化はない。
- ミノルタ16 EE – 日本では、1962年6月に発売され、価格は9,000円だった[9]。レンズは25mm・F2.8。シャッター速度はフィルム感度によって、ASA25の際は1/30秒、ASA50の際は1/60秒、ASA100の際は1/125秒、ASA200の際は1/250秒、ASA400の際は1/500秒となる。ゾーンフォーカスによる焦点調整及びセレン光電池式露出計によるシャッター速度優先の自動露光調節ができる。外寸は110✕30✕50mmで、重量は230g。
- ソノコン – 日本では、1962年11月に発売された[9]。トランジスタ・ラジオ付きのカメラで、カメラの性能、機能及び操作はミノルタ16 llと同一であった。
- ミノルタ16 EE-II – ミノルタ16 EEの改良機[14]。日本では、1963年12月に発売され、日本では11,300円だった[9]。米国ではMinolta 16 CdSの呼称で販売された[15]。CdS露出計に変更し、そのためボタン型水銀電池が必要となった[16]。シャッター速度は1/50秒及び1/100秒並びにフラッシュ発光時の1/30秒の3速になった。外寸及び重量に変化はない。
- ミノルタ16 MG – 日本では、1966年7月に発売され、日本での価格は13,500円だった[9]。ミノルタ16 EE-IIの後継機。自動露光調節を止め、セレン光電池式露出計により表示される露出計を参考に絞りを手動で調節する。レンズは20mm・F2.8。単焦点（3.0m）だが、クローズアップ・レンズ（1.2m）を内蔵している[17]。外寸は102.5✕24✕39.5mmで、重量は160g。
- ミノルタ16 PS – ミノルタ16 Pの改良機。日本では、1967年2月に発売され、価格は3,900円だった[9]。フラッシュ発光時のシャッター速度に1/30秒が追加された。外寸及び重量に変化はない。
- ミノルタ16 MG-S – ミノルタ16 MGの大幅改良機。日本では、1970年4月に発売され、価格は23,500円だった[10][18]。レンズは23mm・F2.8に、画面サイズは12✕17mmに変更された[19]。CdS露出計に変更し、シャッター速度優先の自動露光調節ができた[11]。そのためボタン型水銀電池[注 3]が必要となった[21]。外寸は107.5✕26.5✕46mmで、重量は210g[22]。
- ミノルタ16 QT – 日本では、1972年3月に発売され、日本での価格は14,000円だった[23]。レンズは23mm・F3.5。シャッター速度は1/30秒及び1/250秒の2速。ゾーンフォーカスによる焦点調整及びCdS露出計によるシャッター速度優先の自動露光調節ができた[23]。そのためボタン型アルカリ電池[注 4]が必要となった[23]。内蔵レンズ・キャップでレンズ前面を閉じると電源回路が切れる機能や、ファインダー内部に「O」「K」の2点ランプが点灯すれば適正露出を示す撮影情報表示機構を持つ[23]。外寸は109✕28✕45mmで、重量は150g[23]。

- ミノルタ16（1957年）
- ミノルタ16 P（1960年）
- ミノルタ16 II（1960年）
- ミノルタ16 EE（1962年）
- ミノルタ16 EE•ll（1963年）
- ミノルタ16 PS（1964年）
- ミノルタ16 MG（1966年）
- ミノルタ16 MG-S（1970年）
- ミノルタ16 QT（1972年）

## 互換機
ミノルタ16のフィルム・カートリッジを利用するカメラが他社からも発売された。
- コーワラメラ - 1959年に興服産業が発売したラジオ放送受信機付きカメラ[25]。
- Kamra KTC-62 - 1959年にBell International[注 5]が、興服産業からラメラのOEMを受けて発売した[26]。
- ヤシカ16EE - 1964年にヤシカが発売した[27]。
- Revue 16 KB - Foto-Quelle[注 6]がミノルタカメラからミノルタ16 MGのOEMを受けて発売した[29]。
- オリンパスSC16-2 - オリンパス光学工業が発売した内視鏡用カメラ[30]。
- オリンパスSC16-3 - オリンパス光学工業が発売した内視鏡用カメラ。
- オリンパスSC16-4 - オリンパス光学工業が発売した内視鏡用カメラ。

- コーワラメラ
- Kamra KTC-62

## 模造品
- Киев-Вега – ソ連のАрсеналが製造したミノルタ16の模造品で、製造開始は1960年と考えられ、同年出版の日本の週刊誌で報じられている[注 7]。

- Киев-Вега（1960年）